# Morse (Texas)
Morse es un lugar designado por el censo ubicado en el condado de Hansford en el estado estadounidense de Texas. En el Censo de 2010 tenía una población de 147 habitantes y una densidad poblacional de 103,01 personas por km².

## Geografía
Morse se encuentra ubicado en las coordenadas 36°3′58″N 101°28′37″O / 36.06611, -101.47694. Según la Oficina del Censo de los Estados Unidos, Morse tiene una superficie total de 1.43 km², de la cual 1.43 km² corresponden a tierra firme y (0%) 0 km² es agua.

## Demografía
Según el censo de 2010, había 147 personas residiendo en Morse. La densidad de población era de 103,01 hab./km². De los 147 habitantes, Morse estaba compuesto por el 92.52% blancos, el 0.68% eran afroamericanos, el 0% eran amerindios, el 0% eran asiáticos, el 0% eran isleños del Pacífico, el 5.44% eran de otras razas y el 1.36% pertenecían a dos o más razas. Del total de la población el 30.61% eran hispanos o latinos de cualquier raza.